# Новая Гребля (Гомельская область)
Новая Гребля (бел. Новая Гребля) — деревня в Чемерисском сельсовете Брагинского района Гомельской области Белоруссии.

## География

### Расположение
В 14 км на юго-восток от Брагина, 43 км от железнодорожной станции Хойники (на ветке Василевичи — Хойники от линии Калинковичи — Гомель), 133 км от Гомеля.

### Гидрография
На юге и западе пойма реки Брагинка.

## Транспортная сеть
Транспортные связи по просёлочной, затем автомобильной дороге Комарин — Хойники. Планировка состоит из короткой прямолинейной улицы, близкой к меридиональной ориентации. Застройка деревянными домами усадебного типа.

## История
Известна с XIX века как деревня в Савицкой волости Речицкого повета Минской губернии.
В 1931 году организован колхоз «Новая Гребля», работала кузница. Во время Великой Отечественной войны на фронтах и в партизанской борьбе погибли 90 местных жителей, в память о которых в 1967 году возведён обелиск. В 1959 году в составе колхоза имени В. И. Чапаева (центр — деревня Старые Храковичи).
До 16 декабря 2009 года в составе Храковичского сельсовета.

## Население

### Численность
- 2004 год — 15 хозяйств, 44 жителя.

### Динамика
- 1897 год — 13 дворов, 97 жителей (согласно переписи).
- 1908 год — 17 дворов, 128 жителей.
- 1930 год — 24 двора, 143 жителя.
- 1959 год — 194 жителя (согласно переписи).
- 2004 год — 15 хозяйств, 44 жителя.